# برناردو ألفاريز
برناردو ألفاريز (بالإسبانية: Bernardo Álvarez Afonso)‏ (و. 1949  م) هو كاهن كاثوليكي إسباني، ولد في برينيا ألتا.

## مناصب
تولى منصب bishop of San Cristóbal de La Laguna ‏ (منذ 4 سبتمبر 2005)
- أسقف كاثوليكي.

وفي 16 سبتمبر 2024، قبل البابا استقالته بسبب السن.

## التعليم
تعلم في الجامعة الغريغورية الحبرية.